# Rossotrudnitschestwo
Die Föderalagentur für Angelegenheiten der GUS, für Fragen der im Ausland lebenden Mitbürger und für internationale humanitäre Zusammenarbeit oder Rossotrudnitschestwo (russisch Россотрудничество Rossotrudničestvo) befindet sich im Außenministerium der Russischen Föderation. Sie hat die Aufgabe, die Kenntnisse der russischen Sprache im Ausland zu fördern, die „internationale kulturelle Zusammenarbeit“ zu pflegen und ein „umfassendes, aktuelles Russlandbild“ zu vermitteln. Zudem soll sie im sogenannten „näheren Ausland“, das heißt in den Nachfolgestaaten der Sowjetunion, die Interessen der russischen Regierung vertreten. Die Agentur ist derzeit mit 73 „Russischen Zentren“ in 62 Ländern weltweit vertreten. Darunter befinden sich das Russische Haus der Wissenschaft und Kultur in Berlin und das Russische Kulturinstitut in Wien. Nach dem russischen Überfall auf die Ukraine 2022 wurde die Agentur von der EU sanktioniert, da sie die Propaganda des Putin-Regimes verbreitet.

## Ziele
Die Föderalagentur für Angelegenheiten der GUS, für Fragen der im Ausland lebenden Mitbürger und für internationale humanitäre Zusammenarbeit (Rossotrudnitschestwo) soll durch ein weltweites Netzwerk von staatlichen „Russischen Zentren“ in vielen Ländern die russische Sprache und die „kulturelle Zusammenarbeit“ fördern. Gleichzeitig ist Rossotrudnitschestwo der russische Ansprechpartner für die unabhängigen nationalen Freundschaftsgesellschaften in diesen Ländern.
Seit 2008 soll Rossotrudnitschestwo offensiv die Interessen Moskaus im Ausland vertreten, insbesondere in den ehemaligen Sowjetrepubliken, damit nähern sich nach eigenen Angaben die Ziele von Rossotrudnitschestwo jenen der international politisch einflussreichen US-Behörde für internationale Entwicklung (USAID) an.

## Tätigkeit
Ein Schwerpunkt der „Russischen Zentren“ ist die Förderung der russischen Sprache in der Diaspora, welche die Durchführung von Sprachkursen und -prüfungen, die Erarbeitung von Lehrmaterialien sowie die Fortbildung von Russischlehrern umfasst.
Eine weitere zentrale Aufgabe der „Russischen Zentren“ ist die „kulturelle Zusammenarbeit“ mit anderen Staaten etwa auf den Gebieten Literatur, Musik, Theater, Film, Tanz, Ausstellungen und Übersetzung. Hierzu organisieren die Russischen Zentren in Kooperation mit Partnern in den Gastländern Programme zu „kulturellen und gesellschaftlichen Themen“ und liefern Beiträge zu Festivals. Bei den Projekten an den Auslandsinstituten wirken Autoren, Musiker, Künstler aus Russland mit und fördern den „kulturellen Dialog der Russischen Föderation mit der Welt“.
Drittes Hauptziel der „Russischen Zentren“ ist die Vermittlung eines „umfassenden, aktuellen Russlandbildes“, unter anderem durch Russische Bibliotheken sowie vielfältige Print-, Audio- und Video-Publikationen.
In den Russischen Bibliotheken finden Schüler, Studenten, Wissenschaftler und Lehrkräfte ebenso wie russische Landsleute in der Diaspora russischsprachige Bücher, Hörbücher und Zeitschriften.

## EU-Sanktionen, Propaganda und hybride Einflussnahme
Aufgrund ihrer Zielsetzung und der Art ihrer internationalen Tätigkeit ist Rossotrudnitschestwo seit dem 21. Juli 2022 mit EU-Sanktionen belegt. Die Sanktionierung wird damit begründet, Rossotrudnitschestwo trage „die Verantwortung für die Unterstützung oder Umsetzung von Handlungen oder politischen Maßnahmen, die die territoriale Unversehrtheit, die Souveränität und die Unabhängigkeit der Ukraine oder die Stabilität oder die Sicherheit in der Ukraine untergraben oder bedrohen.“ Außerdem unterstütze „die Agentur die Regierung der Russischen Föderation, die für die Annexion der Krim und die Destabilisierung der Ukraine verantwortlich ist, materiell und finanziell und profitiert von ihr.“
Laut Tagesspiegel ist die Agentur die wichtigste staatliche Einrichtung für die Propagierung der Soft Power und des hybriden Einflusses des Kremls, einschließlich der Förderung des Russki-Mir-Konzepts. Sie fungiert als Dachorganisation für ein Netzwerk russischer Landsleute und Einflussnehmer und finanziert verschiedene Projekte im Bereich öffentliche Diplomatie und Propaganda, indem sie Aktivitäten prorussischer Akteure konsolidiert und Narrative des Kremls verbreitet, einschließlich des historischen Revisionismus.

## Organisation
Neben Niederlassungen in verschiedenen Gebieten Russlands wie Sankt Petersburg, Wolgograd, Nowgorod, Omsk, Irkutsk, Nowosibirsk, Chabarowsk, Krasnodar und Woronesch hat Rossarubeschzentr weltweit verteilt viele „Russische Zentren“.
Rossotrudnitschestwo hat seit 1994 den Status einer Regierungsagentur.

## Geschichte
Die Föderalagentur für Angelegenheiten der GUS, für Fragen der im Ausland lebenden Mitbürger und für internationale humanitäre Zusammenarbeit (Rossotrudnitschestwo) wurde durch den Ukas № 1315 des Präsidenten vom 6. September 2008 gegründet. Sie übernahm die Tätigkeiten des Russischen Zentrums für internationale, wissenschaftliche und kulturelle Zusammenarbeit (Rossarubeschzentr) und früherer Organisationen, deren Geschichte bis 1925 zurück reicht.

### Namensgeschichte
Rossotrudnitschestwo hat eine wechselhafte Geschichte, die in mehreren Namenswechseln sichtbar wird:
- 1925: Allunions-Gesellschaft für kulturelle Beziehungen mit dem Ausland (VOKS)
- 1958: Verband der sowjetischen Gesellschaften für Freundschaft und kulturelle Beziehungen mit den Völkern anderer Länder (SSOD) / Союз советских обществ дружбы с народами зарубежных стран (ССОД)
- 1992: Russische Agentur für Internationale Zusammenarbeit und Entwicklung (RAMS) / Российской ассоциации международного сотрудничества (РАМС)
- 1994: Russisches Zentrum für internationale, wissenschaftliche und kulturelle Zusammenarbeit (Rossarubeschzentr) / (Росзарубежцентр)
- 2008: Föderalagentur für Angelegenheiten der GUS, für Fragen der im Ausland lebenden Mitbürger und für internationale humanitäre Zusammenarbeit (Rossotrudnitschestwo) / Федеральное агентство по делам Содружества Независимых Государств, соотечественников, проживающих за рубежом, и по международному гуманитарному сотрудничеству (Россотрудничество)

## Leitung
Seit 25. Juni 2018 ist Ewgenij Primakow (Enkel des ehemaligen Ministerpräsidenten und  Außenministers der Russischen Föderation Ewgenij Primakow) Leiter von Rossotrudnitschestwo.
Unter den bisherigen Leitern waren:
- 1925–1929: Olga Dawidowna Kamenewa
- 1934–1937: Alexander Jakowlewitsch Arossew
- 1994–2004: Walentina Tereschkowa, die erste sowjetische Kosmonautin und erste Frau im Weltraum 1963
- 2004–2021 (mit Unterbrechung): Eleonora Walentinowna Mitrofanowa

## Internationale „Freundschaftsgesellschaften“
Zu den 61 „Freundschaftsgesellschaften“ gehören:
- Gesellschaft für Deutsch-Sowjetische Freundschaft (DSF), DDR-Massenorganisation, 1992 aufgelöst, lokale Fortsetzungen[6]
- Gesellschaft Schweiz-Russland (GSR)
- Österreichisch-Russische Freundschaftsgesellschaft (ORFG)